# 이기제
이기제(李記帝, 1991년 7월 9일~)는 대한민국의 축구 선수로 포지션은 왼쪽 풀백이다. 현재 K리그2의 수원 삼성 블루윙즈와 대한민국 축구 국가대표팀에서 활동하고 있으며 수원 삼성의 주장을 역임하고 있다.

## 구단 경력
2012년 시미즈 에스펄스에 입단하여 주전 풀백으로 활약하였지만 2013 시즌 후반기부터 주전 경쟁에서 밀리자 시즌 종료 후 아우크스부르크에서 입단 테스트를 보며 유럽 진출을 타진하였지만 입단에 실패하였고 팀으로 복귀하였다. 2014 시즌에도 여전히 주전 자리를 잡지 못하자 7월 미국의 DC 유나이티드로 입단 테스트를 받으러 출국하였으나 경질된 압신 고트비의 후임 감독으로 부임한 오에노키 가쓰미 감독의 부름을 받고 팀에 복귀하였다.
2015년 2월 A리그 멘의 뉴캐슬 제츠로 이적하여 12월 29일 울산 현대로 이적할 때까지 주전 풀백으로 활약하며 리그 20경기에 출전하여 2골을 기록하였다.
2016년에 울산 현대로 이적하여 2년간 43경기에서 도움 3개를 기록했다.
2018년 1월 4일에 수원으로 이적하였다.
2018 시즌 후, 군 문제 해결을 위해 김포시민축구단에 입단하였다가 2020 시즌 중에 수원으로 복귀하였다.
2021 시즌에는 전 경기 출전해 5골 5도움을 기록하였고, K리그 베스트 11 DF 부문에 선정되었다.
2022 시즌에는 팀의 부진 속에서 35경기 출전하여 1골 14도움을 기록하였고, K리그 도움상을 수상하였다.

## 국가대표팀 경력
이기제는 2021년 6월 처음으로 대한민국 축구 국가대표팀에 발탁되었고 6월 5일 투르크메니스탄과의 2022년 FIFA 월드컵 아시아 지역 2차 예선 H조 4차전에서 후반 27분 홍철을 대신해 경기에 출전하면서 국제 A매치 데뷔전을 가졌다.

## 수상 내역

### 구단

#### 울산 현대
- FA컵
  - 우승 : 2017

### 개인
- K리그1 베스트 11: 2021
- K리그1 도움상: 2022